# Steven Universe: il film
Steven Universe: il film (Steven Universe: The Movie) è un film d'animazione musicale statunitense del 2019 basato sull'omonima serie d'animazione. È prodotto e diretto da Rebecca Sugar, che nel progetto è stata affiancata nuovamente da Kat Morris e Joe Johnston, già autori della serie. Zach Callison, Estelle, Michaela Dietz e Deedee Magno Hall, assieme a molte altre voci, riprendono i ruoli che avevano nella serie, con l'inclusione nel cast di Sarah Stiles a doppiare l'antagonista del film.

## Trama
Dopo due anni da quando Steven ha affrontato e redento Diamante Bianco e in questo arco di tempo il ragazzo, ormai sedicenne, ha lavorato per ricostruire le fondamenta della società delle Gemme e rivalorizzare i pianeti da loro conquistati. Tuttavia Steven decide di prendersi una pausa, annunciandola durante un messaggio dei Diamanti a tutte le Gemme sparse per le ex-colonie, e di tornare sulla Terra nonostante le spinte dei Diamanti di rimanere a vivere con loro.
Dopo essere tornato a casa Steven saluta Connie prima che vada al campo estivo spaziale e si gode il tempo con i suoi amici in pace e spensieratamente. Tuttavia la pace non è destinata a durare molto: una misteriosa Gemma arriva a bordo di un gigantesco Iniettore, ancorandolo al terreno e minacciando le Crystal Gems, in particolare Steven. La Gemma infatti mostra astio pregresso verso il ragazzo, nonostante lui non sappia chi lei sia, e li attacca con un particolare destabilizzatore a forma di falce, facendo scoppiare le tre Gemme e interferendo con i poteri di Steven prima che il ragazzo prenda la falce della Gemma e la faccia scoppiare con essa. Dopo avere portato le Gemme in casa e chiamato suo padre le Crystal Gems e la misteriosa Gemma si riprendono, ma non come si aspettava: sembrano tutte resettate. Perla infatti viene inavvertitamente registrata a nome di Greg diventando la sua damigella, Ametista torna a uno stadio in cui neanche sa cosa fare e imita ogni cosa, mentre Rubino e Zaffiro ritornano ai loro ruoli di guardia del corpo personale e consigliera; anche la misteriosa Gemma, che Perla rivela chiamarsi Spinel, diviene amichevole e giocosa nei confronti di Steven, che ora è diventato il suo possessore, e inizia a seguirlo ovunque vada.
Steven si reca da Bismuth, Peridot e Lapis per chiedere aiuto, scoprendo che la falce è uno strumento caduto in disuso dopo la Ribellione chiamato "rinnovatore", che non solo si comporta come un normale destabilizzatore ma resetta anche le Gemme al loro stadio primo. Steven capisce inoltre che sebbene apparentemente l'arma non abbia avuto effetto su di lui, ha effettivamente intaccato la sua metà Gemma riportandolo a uno stadio in cui non ha ancora risvegliato i suoi poteri. La situazione viene inaspettatamente sbloccata grazie a Spinel, che paragona le Crystal Gems a puzzle con pezzi mancanti: Steven quindi capisce che quei pezzi sono le esperienze che hanno vissuto e cerca il modo di ricrearle. Grazie a un rocambolesco incidente Rubino e Zaffiro si fondono nuovamente, ma la Garnet scaturita fuori dalla loro fusione è quella primitiva e insicura. In seguito Steven riesce a fare rivivere ad Ametista alcuni momenti passati insieme, facendola tornare in sé.
Steven viene informato da Peridot che l'Iniettore di Spinel sta liberando nell'ecosistema un bioveleno puro, stimando la distruzione totale della vita organica terrestre in meno di due giorni; poiché tentare di rimuoverlo accelera il rilascio di veleno l'unica a poterlo arrestare è Spinel, quindi Steven deve anche resuscitare le sue memorie, e per fare ciò necessita di Perla, che prima di essere resettata aveva dimostrato di conoscere la Gemma. L'occasione di ripristinarla arriva al concerto di Sadie Killer e i sospetti della stessa sera dove Steven, fondendosi eseguendo un numero musicale con suo padre, la fa rinsavire. Tuttavia il numero ferisce Spinel, che fugge; Steven la insegue, finendo con lei al giardino di Diamante Rosa, un tempo lussureggiante e costruito su un asteroide isolato, dove inizia a ricordare: Spinel era stata creata per essere la compagna di giochi di Diamante Rosa ma, quando venne il momento per quest'ultima di partire alla volta della Terra, venne raggirata dalla matriarca a "giocare" a stare fermi fin quando non sarebbe tornata. Così Spinel rimase letteralmente immobile per seimila anni, fin quando non arrivò il messaggio di Steven di inizio film, sentendosi tradita e maturando sentimenti d'odio verso la matriarca, e per estensione verso suo figlio.
Steven le promette di fare ammenda per le ingiustizie di sua madre, ma prima avrebbero dovuto salvare la Terra: Spinel accetta di aiutare il ragazzo e torna sulla Terra con lui, disattivando l'Iniettore. Quando però Steven inizia a concentrarsi sugli altri per finire di mettere le cose a posto Spinel si sente nuovamente tradita e, accusando Steven di averla usata, riattiva l'Iniettore a massima potenza: nel marasma generato Spinel assale Steven, il quale asserendo di averle detto la verità sblocca Garnet e la fa tornare in sé. Dopo una breve colluttazione Steven manda le Crystal Gems a salvare i cittadini di Beach City mentre lui avrebbe fronteggiato Spinel, raggiungendola sulla cima dell'iniettore con i pochi poteri che gli rimangono: il ragazzo prova a comunicare con lei, ma ella si rifiuta di ascoltarlo e lo mette alle strette. Steven, attonito dal fatto che i suoi poteri non siano ancora tornati, capisce che il suo pezzo mancante è il cambiamento che ha compiuto nell'attivarli; mentre Spinel lo lascia cadere dalla cima dell'iniettore li recupera e affronta la Gemma in uno scontro che porta alla distruzione della macchina.
Steven salva Spinel dall'esplosione del macchinario con una bolla e, giunti in salvo, cerca di consolarla: Spinel finalmente ammette a sé stessa che ferire Steven non la farà sentire meglio e vorrebbe andarsene. Tuttavia vengono interrotti dall'arrivo dei Diamanti, che annunciano la loro decisione di vivere sulla Terra per stare con Steven. Spinel viene presentata ai Diamanti, i quali, grazie alla personalità della Gemma che ricorda loro Diamante Rosa, le propongono subito di andare con loro: Spinel accetta di buon grado, sentendosi nuovamente amata davvero, e torna con loro sul Pianeta Natale. Conclusasi questa avventura Steven e le Crystal Gems lavorano per ricostruire Beach City e contrastare gli effetti del bioveleno, godendosi alla fine del travaglio il meritato tempo insieme.

## Doppiatori
| Personaggio     | Doppiatore originale | Doppiatore italiano                       |
| --------------- | -------------------- | ----------------------------------------- |
| Steven          | Zach Callison        | Riccardo Suarez                           |
| Garnet          | Estelle              | Valentina Favazza                         |
| Rubino          | Charlyne Yi          | Monica Vulcano                            |
| Zaffiro         | Erica Luttrel        | Deborah Ciccorelli                        |
| Perla           | Deedee Magno Hall    | Francesca Manicone Ilaria De Rosa (canto) |
| Ametista        | Michaela Dietz       | Eva Padoan                                |
| Spinel          | Sarah Stiles         | Margherita De Risi                        |
| Greg            | Tom Scharpling       | Franco Mannella                           |
| Peridot         | Shelby Rabara        | Gilberta Crispino                         |
| Lapislazzuli    | Jennifer Paz         | Eleonora Reti                             |
| Bismuth         | Uzo Aduba            | Anna Cugini                               |
| Connie          | Grace Rolek          | Giulia Tarquini                           |
| Lars            | Matthew Moy          | Emanuele Ruzza                            |
| Sadie           | Kate Micucci         | Lidia Perrone                             |
| Nanefua         | Toks Olagundoye      | Cristina Piras                            |
| Diamante Giallo | Patti LuPone         | Germana Savo Renata Fusco (canto)         |
| Diamante Blu    | Lisa Hannigan        | Giò Giò Rapattoni                         |
| Diamante Bianco | Christine Ebersole   | Monica Bertolotti                         |
| Steg            | Ted Leo              | Giorgio Paoni, Fabrizio Vidale (canto)    |
| Opale           | Aimee Mann           | Roberta Greganti, Monica Ward (canto)     |

## Produzione
Il 13 giugno 2019 venne annunciato che il film, in uscita durante l'autunno dello stesso anno, sarebbe stato un musical con musiche composte dalla creatrice della serie Rebecca Sugar e dal duo musicale Aivi & Surasshu, con la partecipazione di Chance The Rapper, Estelle, James Fauntleroy, Aimee Mann, Ted Leo, Gallant, Macie Stewart, Jeff Liu, Jeff Ball, Mike Krol, Grant Henry e Julian "Zorsy" Sanchez e con performance vocali, tra gli altri, dei già citati Chance The Rapper, Estelle, Gallant e Aimee Mann e di Patti LuPone e Uzo Aduba. I produttori esecutivi del film sono Rebecca Sugar assieme a Chance the Rapper, Joe Johnston, Ian Jones-Quartey, Brian A. Miller, Jennifer Pelphrey, Rob Sorcher e Tramm Wigzell e con Kat Morris e Alonso Ramirez Ramos come co-produttori esecutivi.

## Promozione
La produzione di un film dedicato a Steven Universe venne annunciata il 21 luglio 2018 nel corso di un panel dedicato alla serie svoltosi durante la cinquantunesima edizione del San Diego Comic-Con International, a cui seguì poco dopo la distribuzione online di un breve teaser. Il 9 luglio dell'anno successivo venne presentata online la locandina del film e dieci giorni dopo, durante il San Diego Comic-Con, venne proiettato in anteprima il trailer, con l'annuncio della data di uscita statunitense e della produzione di un documentario di un'ora sulla lavorazione del film, che sarebbe stato inserito nel DVD della pellicola.
Nell'agosto del 2019 venne trasmesso su Adult Swim, nel corso del programma contenitore Toonami, un trailer promozionale contenente alcune scene del film inedite fino a quel momento.

## Distribuzione
Il film è stato proiettato in anteprima assoluta il 26 agosto 2019 all'Ace Hotel di Los Angeles in California ed è stato distribuito in anteprima televisiva sul canale statunitense Cartoon Network il successivo 2 settembre.
L'anteprima europea si è tenuta a Lucca il 2 novembre 2019, nel corso della trentaquattresima edizione del Lucca Comics & Games, ed è stato distribuito in Italia in anteprima televisiva su Cartoon Network il 20 marzo 2020. È stato trasmesso anche su Boing il 7 settembre seguente.

### Edizioni home video
Negli Stati Uniti d'America il DVD del film è stato distribuito dalla Warner Home Video a partire dal 12 novembre 2019 e contiene tra i contenuti speciali il documentario Behind the Curtain: The Making of "Steven Universe: The Movie" e gli animatic accompagnati da un commento degli autori.

## Colonna sonora
Il 19 luglio 2019 viene distribuito il singolo True Kinda Love, interpretato da Estelle e Zach Callison, per promuovere il film e l'album contenente la colonna sonora composta dalla Sugar, dal duo Aivi & Surasshu e dagli altri artisti coinvolti nel progetto, comprensivo delle tracce e delle canzoni del film. L'album è stato pubblicato il 2 settembre 2019 in formato digitale, subito dopo la fine della trasmissione del film, mentre la copia fisica in vinile è stata distribuita a partire dal successivo 15 novembre in una versione base contenente solo le canzoni, senza le tracce non cantate, e in una deluxe contenente tutta la colonna sonora più otto demo esclusive. il 15 ottobre 2019 sono state pubblicate anche le versioni in spagnolo e portoghese del disco.

### Tracce
1. Christine Ebersole, Lisa Hannigan, Patti LuPone – The Tale of Steven – 1:12 (Rebecca Sugar, aivi & surasshu, Jeff Ball)
2. Once Upon a Time – 0:55 (musica: Jeff Ball)
3. Message to the Universe – 0:36 (musica: Jeff Ball)
4. Christine Ebersole, Lisa Hannigan, Patti LuPone, Zach Callison – Let Us Adore You – 1:00 (Rebecca Sugar, Jeff Liu, aivi & surasshu)
5. Home Sweet Home – 1:14 (musica: aivi & surasshu)
6. Zach Callison, Estelle, Deedee Magno Hall, Michaela Dietz, Tom Scharpling, Uzo Aduba, Jennifer Paz, Shelby Rabara – Happily Ever After – 5:10 (Rebecca Sugar, Jeff Liu, aivi & surasshu)
7. The Arrival – 0:53 (musica: aivi & surasshu)
8. Sarah Stiles, Zach Callison, Deedee Magno Hall, Estelle, Michaela Dietz – Other Friends – 2:47 (Rebecca Sugar, Jeff Liu, aivi & surasshu)
9. One on One – 1:02 (musica: aivi & surasshu)
10. Zach Callison, Deedee Magno Hall, Charlene Yi, Erica Luttrel, Michaela Dietz, Tom Scharpling, Sarah Stiles – system/BOOT. PearlFinal (3).Info – 3:01 (aivi & surasshu, Rebecca Sugar, Jeff Liu)
11. With Friends Like These – 0:59 (musica: aivi & surasshu)
12. Crystal Gem Huddle – 1:52 (musica: aivi & surasshu)
13. Uzo Aduba, Jennifer Paz, Shelby Rabara, Zach Callison, Sarah Stiles – Who We Are – 2:53 (Rebecca Sugar, aivi & surasshu)
14. Hijinks Will Ensue – 1:56 (musica: aivi & surasshu)
15. Estelle – Isn't It Love? – 1:26 (Estelle, Rebecca Sugar, James Fauntleroy, aivi & surasshu)
16. Search Party – 0:20 (musica: aivi & surasshu)
17. Echoes of Friendship – 0:30 (musica: aivi & surasshu)
18. Zach Callison, Michaela Dietz – No Matter What – 2:11 (Rebecca Sugar, Jeff Liu, aivi & surasshu)
19. Our Handshake – 0:26 (musica: aivi & surasshu)
20. No Ordinary Injector – 2:12 (musica: aivi & surasshu)
21. Kate Micucci, Michaela Dietz – Disobedient – 2:27 (Mike Krol, Rebecca Sugar)
22. Let's Duet – 1:06 (musica: Stemage)
23. Ted Leo, Deedee Magno Hall, Aimee Mann – Independent Together – 3:16 (Ted Leo, Rebecca Sugar, Stemage)
24. Running Out of Time – 0:32 (musica: aivi & surasshu)
25. Feelings Flooding Back – 0:40 (musica: Jeff Ball, aivi & surasshu)
26. A Special World – 1:09 (musica: aivi & surasshu)
27. Sarah Stiles – Drift Away – 3:13 (Rebecca Sugar, Aimee Mann, aivi & surasshu)
28. Zach Callison, Sarah Stiles – Found – 1:26 (Rebecca Sugar, Jeff Liu, aivi & surasshu)
29. Downward Spiral – 2:40 (musica: aivi & surasshu)
30. Estelle, Zach Callison – True Kinda Love – 4:54 (Estelle, Rebecca Sugar, James Fauntleroy, Chance the Rapper, Macie Stewart, aivi & surrasshu, Zorsy)
31. The Missing Piece – 2:06 (musica: aivi & surasshu, Jeff Ball)
32. Zach Callison – Change – 1:33 (Rebecca Sugar, Jeff Liu, aivi & surasshu)
33. Not Good At All – 1:20 (musica: aivi & surasshu)
34. There's No Such Thing as Happily Ever After – 1:07 (musica: aivi & surasshu)
35. Are We Interrupting Something? – 1:55 (musica: aivi & surasshu, Jeff Ball)
36. Christine Ebersole, Lisa Hannigan, Patti LuPone, Sarah Stiles – Let Us Adore You (Reprise) – 1:52 (Rebecca Sugar, Jeff Liu, aivi & surasshu)
37. Zach Callison, Deedee Magno Hall, Charlene Yi, Erica Luttrel, Michaela Dietz, Tom Scharpling, Grace Rolek, Matthew Moy, Kate Micucci, Toks Olagundoye – Finale – 2:02 (Rebecca Sugar, Gallant, aivi & surasshu)
38. Estelle, Zach Callison – True Kinda Love (Traccia bonus) – 2:37 (Estelle, Rebecca Sugar, James Fauntleroy, Chance the Rapper, Macie Stewart, aivi & surrasshu, Zorsy)

Durata totale: 68:30